# Новое Долино
Новое Долино  — деревня в Рамешковском районе Тверской области.

## География
Находится в восточной части Тверской области на расстоянии приблизительно 26 км на юг по прямой от районного центра поселка Рамешки.

## История
В середине XIX века деревня называлась Долино Новоселье. В 1859 году в русской помещичьей деревне Новое Долино — 6 дворов, в 1886 году 11 дворов. В советское время работали колхозы «Путь к коммунизму» и «Кушалино». В 2001 году в 6 домах жили местные жители,11 домов принадлежало наследникам и дачникам. До 2021 входила в сельское поселение Кушалино Рамешковского района до их упразднения.

## Население
Численность населения: 42 человека (1859 год), 54 (1887), 11 (1989), 11 (русские 100 %) в 2002 году, 10 в 2010.